# Prevotellaceae
Famille
Prevotellaceae est une famille de bactéries à de l'ordre des Bacteroidales.

## Liste des genres
- Alloprevotella
- Hallella
- Paraprevotella
- Prevotella